# Stichoplastoris schusterae
Stichoplastoris schusterae é uma espécie de aranha pertencente à família Theraphosidae (tarântulas).